# 比里特市镇
比里特市镇（俄语：Биритское муниципальное образование）是俄罗斯联邦伊尔库茨克州巴拉甘斯克区所属的一个市镇。其下辖有2个居民点，行政中心为比里特。据2016年统计，该市镇的人口为525人。